# Харли Дэвидсон и Ковбой Мальборо
«Харли Дэвидсон и Ковбой Мальборо» — художественный фильм 1991 года в жанре бадди-муви режиссёра Саймона Уинсера.

## Сюжет
Действие фильма происходит в США в ближайшем будущем. Байкеры Харли и Роберт «Мальборо» встречаются после двухлетнего расставания. Они узнают, что их друг, «Старик» Джайлс, хозяин бара, находящегося в пригороде Лос-Анджелеса — Бербанке, попал в беду. Некий Грэйт Траст Банк (англ. Great Trust Bank) пытается отнять бар, незаконно увеличив арендную плату. Харли и Мальборо решают помочь другу, но понимают, что единственная возможность собрать 2 миллиона долларов — это ограбить банк. Они собирают друзей и с их помощью нападают на инкассаторов того же Грэйт Траст Банка. Однако в бронемашине оказываются не деньги, а партия синтетического наркотика последнего поколения — «Хрустальная мечта».
Друзей начинают преследовать головорезы Александра, главы охраны коррумпированного банкира Ченса Уайлдера. Харли, Мальборо и их друзья соглашаются обменять захваченную партию наркотиков на деньги: 2 миллиона долларов плюс монету в 1 доллар (Харли и Мальборо поспорили на 1 доллар, пройдёт ли сделка успешно). Охрана банка находит друзей и расстреливает всех, кроме Харли и Мальборо, которым удаётся скрыться. Они бегут из города, но Александр находит их. Когда их запирают в ловушку в отеле, им только чудом удаётся спастись, прыгнув с крыши в бассейн. Мальборо вынужден расстаться со своей девушкой Вирджинией Слим.
Друзья понимают, что не будут в безопасности, пока за ними продолжается погоня. Догадавшись, что в однодолларовую монету встроен датчик слежения, и о том, что их противники защищены бронеплащами, они выманивают бандитов на кладбище для списанных самолетов, где расправляются с бандитами, а последним убивают Александра. Затем друзья нападают на офис главы Грэйт Траст Банка. Они предлагают Ченсу прекратить преследование, но он отказывается, и они убивают его. В конце фильма Мальборо возвращается к своему прежнему занятию — готовится к выступлению на родео.

## В ролях
| Актёр              | Роль                   |
| ------------------ | ---------------------- |
| Микки Рурк         | Харли Дэвидсон         |
| Дон Джонсон        | ковбой Роберт Мальборо |
| Челси Филд         | Вирджиния Слим         |
| Тиа Каррере        | Кимико                 |
| Том Сайзмор        | Ченс Уайлдер           |
| Дэниел Болдуин     | Александр              |
| Большой Джон Стадд | Джек Дэниелс           |
| Джулиус Харрис     | «Старик» Джайлс        |
| Ванесса Уильямс    | Лулу Дэниелс           |
| Джанкарло Эспозито | Джими                  |
| Келли Ху           | Сюзи                   |

## Создание картины и прокат
В 1991 году кинокомпания «Metro-Goldwyn-Mayer», пригласив режиссёра Саймона Уинсера, который в то время был на хорошем счету в Голливуде, предложила ему снять крупнобюджетный боевик с элементами комедии. В распоряжение режиссёру были даны известные актёры восьмидесятых годов: Микки Рурк, Дон Джонсон, Том Сайзмор.
Звёздный состав и привлечение громких бренд-имён не сказалось на кассовом успехе. С бюджетом в 23 млн долларов фильм провалился, собрав лишь 7 млн долларов в американском прокате. Критики отметили слабую актёрскую игру и сюжет, полный штампов и ляпов.

## Саундтрек

### Список композиций
1. «Long Way from Home» — группа «Copperhead»
2. «The Bigger They Come» — Питер Фрэмптон и Стив Мэрриот
3. «Tower of Love» — группа «Roadhouse»
4. «I Mess Around» — группа «Shooting Gallery»
5. «Wild Obsession» — группа «L.A. Guns»
6. «C’mon» — группа «The Screaming Jets»
7. «Let’s Work Together» — группа «The Kentucky Headhunters»
8. «Hardline» — Вэйлон Дженнингс
9. «Ride With Me» — группа «Blackeyed Susan»
10. «What Will I Tell My Heart?» — Ванесса Уильямс

Кроме того, в фильме звучали песни «Stop the World» группы «The Screaming Jets», «Wanted Dead or Alive» группы Bon Jovi, «Work to Do» и «The Better Part of Me» Ванессы Уильямс.